# Alba Party
El Alba Party (Alba, pronunciado / Al̪ˠapə / en gaélico escocés, / ælbə / en inglés) es un partido nacionalista e independentista de Escocia. Fue fundado por el productor televisivo retirado Laurie Flynn, con el ex ministro principal escocés Alex Salmond como dirigente. En marzo de 2021 Salmond lanzó la campaña para las elecciones al Parlamento Escocés del 6 de mayo de 2021.

## Historia
Alex Salmond sirvió como máximo dirigente del Partido Nacional Escocés (SNP) de 1990 a 2000 y de 2004 a 2014, y ministro principal de Escocia de 2007 a 2014. Fue relevado como primer ministro y dirigente del SNP por Nicola Sturgeon. Salmond dimitió del SNP en 2018 bajo acusaciones de acoso sexual, las cuales él negó y de las que finalmente fue absuelto.

### Elecciones al Parlamento escocés de 2021
El partido anunció planes para presentar a al menos cuatro candidatos para el voto en la lista en cada región para las elecciones al Parlamento Escocés de mayo de 2021. El propio Salmond se presentará por el distrito de North East Scotland.
Sturgeon y el SNP han criticado al nuevo partido, cuestionando la idoneidad de Salmond  para ejercer cargos públicos después de las acusaciones de acoso sexual. Lorna Slater, co-dirigente de los Partido Verde Escocés, también criticó al partido, describiéndolo cuando "un partido creado por un ex-primer ministro descontento, como parte de su venganza contra nuestra ministra principal."
Recibió 44.913 votos (1,66%), insuficiente para lograr representación en la cámara.

## Políticas
El partido se define como nacionalista escocés, defendiendo la independencia como una "necesidad inmediata". Describe su objetivo como construir una Escocia "socialmente justa y ambientalmente responsable".